# Hellefeld
Hellefeld ist ein Stadtteil der Stadt Sundern (Sauerland) und ein ehemaliges Kirchspiel im Sauerland, Deutschland. Seit der kommunalen Neugliederung von 1975 ist Hellefeld ein Stadtteil von Sundern.

## Geographie

### Lage und Deutung der Ortsbezeichnung
Der Ort liegt auf 351 bis 500 m über NN und hatte Ende Oktober 2015 689 Einwohner. Hellefeld liegt im Tal zwischen den Naturparks Arnsberger Wald und Sauerland-Rothaargebirge.
In den ältesten Aufzeichnungen wird das Dorf unter verschiedenen Schreibarten erwähnt, wie zum Beispiel hyleuelden, heliuelde und heluelde. Da diesen Begriffen die Silben hele (Höhe) und feld (Feld) zugeordnet werden können, dürfte der Name Hellefeld als „Feld an der Höhe“ zu deuten sein. Es befand sich am Abhang der hele (Höhe) ein ebener Bereich, der für Siedlungszwecke geeignet erschien.

### Ortscharakter
Der Ort war bis in die jüngste Vergangenheit überwiegend landwirtschaftlich geprägt. Er hat seinen ländlichen Charakter weitgehend bewahrt und ist seit den 1970er Jahren anerkannter Erholungsort. Lediglich am Ortsrand haben sich neben dem Steinbruch Hellefeld weitere industrielle und gewerbliche Betriebe angesiedelt.

## Geschichte

### Kirchspiel Altes Testament
Erstmals erwähnt wurde Hellefeld in dem Werdener Urbaren im Jahr 886. Ausgehend von einzelnen Bauernhöfen entwickelte sich im Hochmittelalter rund um eine Kirche eine dörfliche Ansiedlung. Ein erster Pfarrer ist für 1179 belegt. Als Stammpfarrei wurde der Ort kirchlicher Mittelpunkt für die umliegenden Ortschaften. Das Kirchspiel Hellefeld wird von der Bevölkerung auch als „Altes Testament“ bezeichnet, da es analog zu den zwölf Stämmen Israels zwölf Ansiedlungen umfasst. Dazu gehören außer Hellefeld die Orte: Altenhellefeld, Bainghausen, Frenkhausen, Herblinghausen, Linnepe, Meinkenbracht, Schnellenhaus, Selschede, Visbeck, Weninghausen und Westenfeld.
Auch in weltlicher Hinsicht wurde Hellefeld für einige Orte zu einem zentralen Ort. Seit 1321 war er Sitz eines Gerichts der damaligen Landesherren den Grafen von Arnsberg. Auch nach dem 1368 erfolgten Übergang dieses Gebietes an Kurköln war Hellefeld im Herzogtum Westfalen Gerichtsort. Die Grenzen des Gerichtsbezirks entsprachen dabei denen des Kirchspiels.
Diese Tradition spiegelte sich in der seit 1827 bestehenden Bürgermeisterei Hellefeld wider. Dabei umfasste dieser Bezirk nicht nur das Gebiet des Kirchspiels, sondern auch die Freiheit Sundern und die Stadt Grevenstein. Beide Orte erhielten allerdings nach kurzer Zeit wieder ihre Selbstständigkeit.
Die Bevölkerung des Kirchspiels orientierte sich im Laufe der Zeit zunehmend nach Sundern und Hüsten. Maßgeblich hierfür war die Entwicklung Sunderns Ende des 19. Jahrhunderts zu einem Industrieort mit Bahnanschluss. So wurde Westenfeld auf eigenen Wunsch im Jahr 1952 in das Amt Sundern eingegliedert. Im Zuge der umfassenden kommunalen Neugliederung wurden zum 1. Januar 1975 auch Hellefeld mit den übrigen Gemeinden des alten Kirchspiels Ortsteile von Sundern. Ausnahme war Visbeck, das aufgrund seiner Lage der Stadt Meschede zugeordnet wurde.

### Pfarrkirche St. Martinus
Die alte romanische Kirche wird etwa auf die Wende zwischen dem 11. und 12. Jahrhundert datiert. Aus dieser Zeit stammt auch das als besonderes Kunstdenkmal zu bezeichnende romanische Taufbecken; es wurde 1889 mit einem neuen Sandsteinsockel versehen und befindet sich im Kirchturm (Taufkapelle) des Nachfolgebaus.
Im 19. Jahrhundert erwies sich die Kirche als baufällig, wurde abgerissen und in den Jahren 1874 bis 1877 nach den Plänen des Dombaumeisters Arnold Güldenpfennig durch einen neugotischen Neubau ersetzt. Der alte Turm blieb auf der Nordseite des Neubaus erhalten. In den Jahren 1971 bis 1976 wurde eine Gesamtrestaurierung der Kirche erforderlich. Diese umfasste im Wesentlichen die Erweiterung der Sakristei, innere und äußere Restaurierungen am alten Turm und Schaffung eines neuen Zugangs vom Innenschiff, die Erneuerung der Kirchenfenster und der technischen Einrichtungen und Renovierung der Orgelbühne u. a.
Neben dem bereits erwähnten romanischen Taufbecken zählen auch ein romanisches Weihrauchgefäß aus Bronze und eine Bronzeglocke (Inschrift Jahr 1432) zu den besonderen Kunstschätzen der Kirche.
Eine bebilderte Dokumentation und Beschreibung der Kirchenfenster, des Grundrisses und der Innenansicht der Kirche befinden sich auf der Internetseite der Forschungsstelle Glasmalerei des 20. Jahrhunderts e. V. Das Kirchenfenster über dem Eingangsportal ist der Erinnerung an den bekannten, aus Hellefeld stammenden Bischof Hugo Aufderbeck, gewidmet.

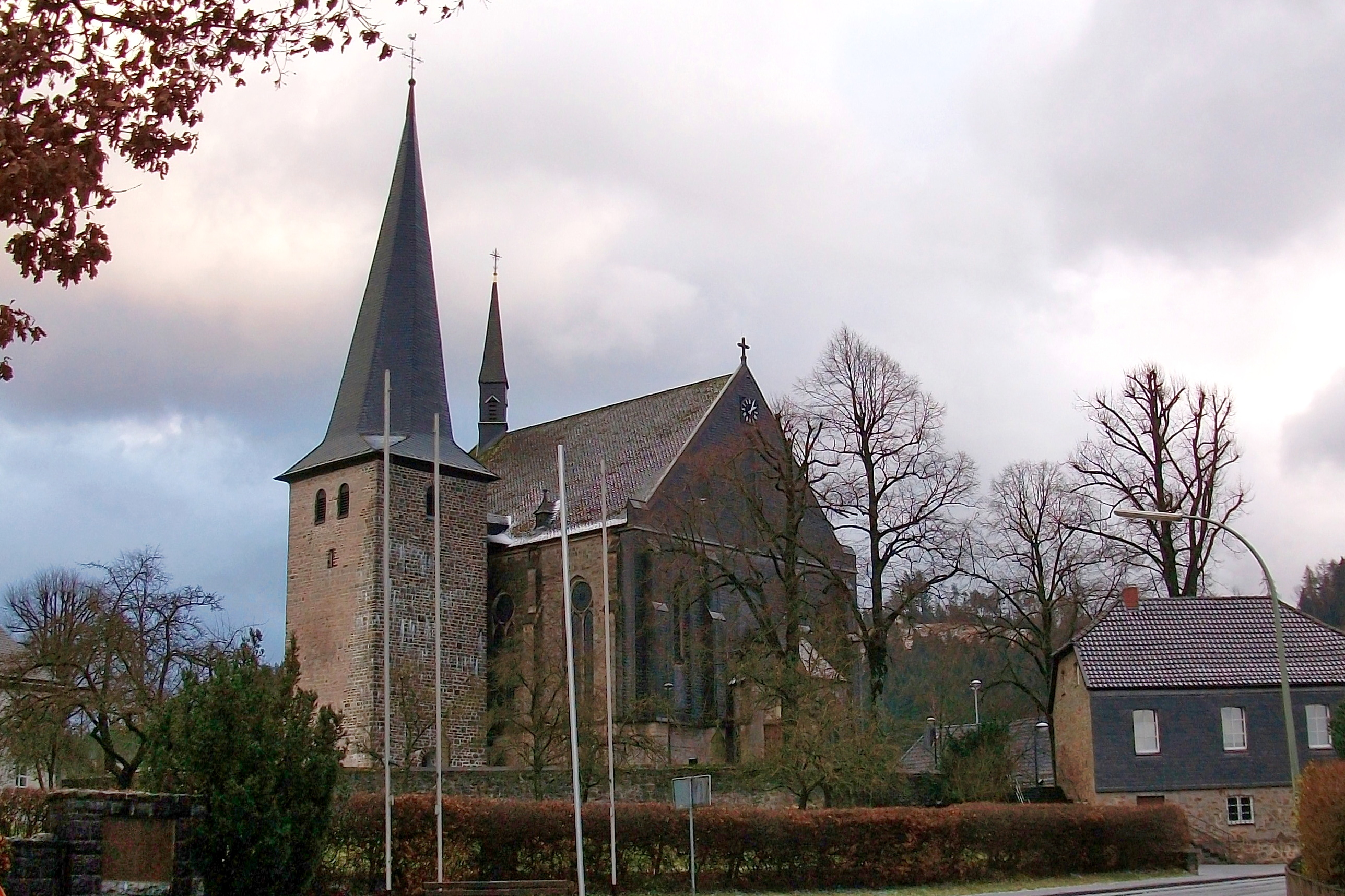
St.-Martinus-Kirche
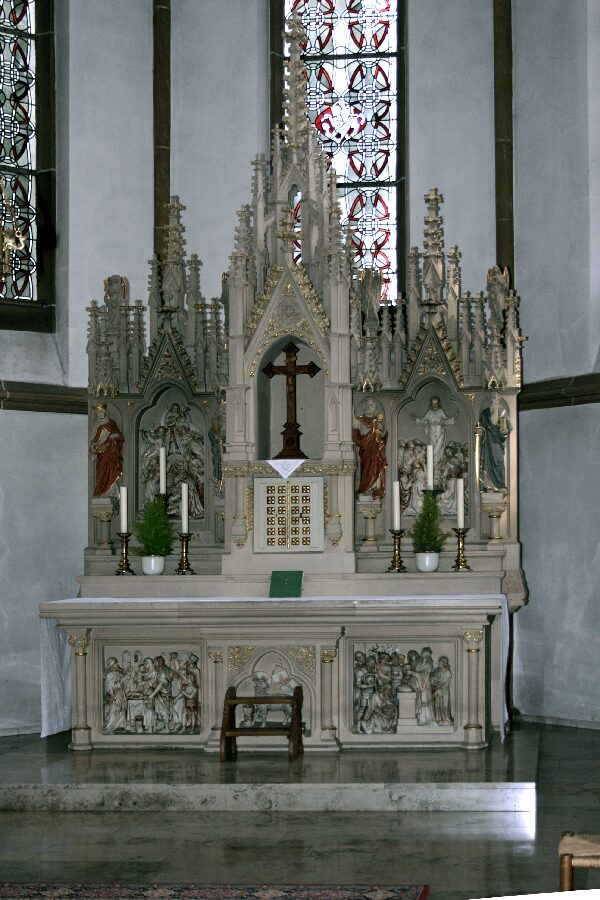
Altar in der Kirche Hellefeld
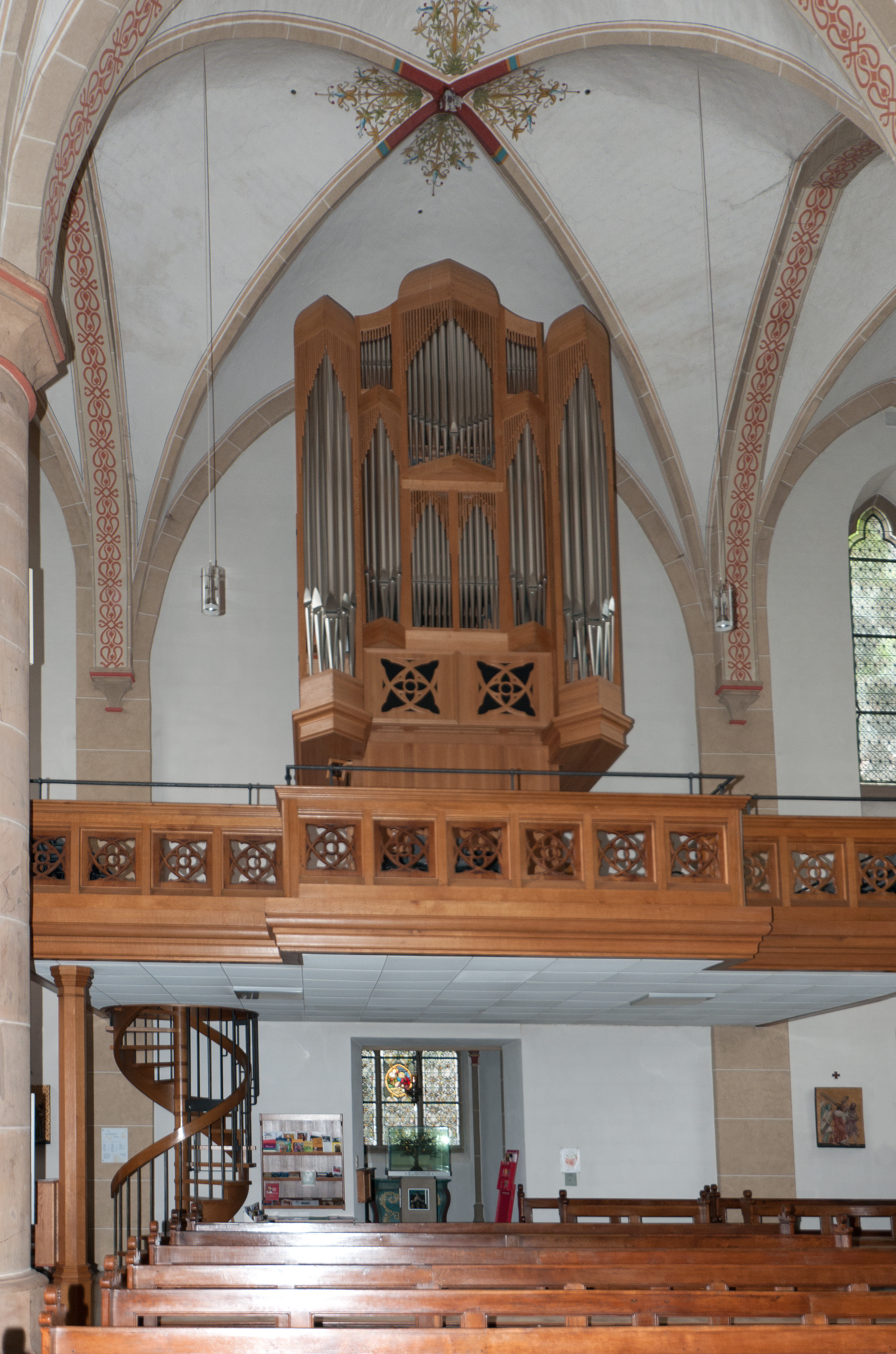
Orgel in der Kirche
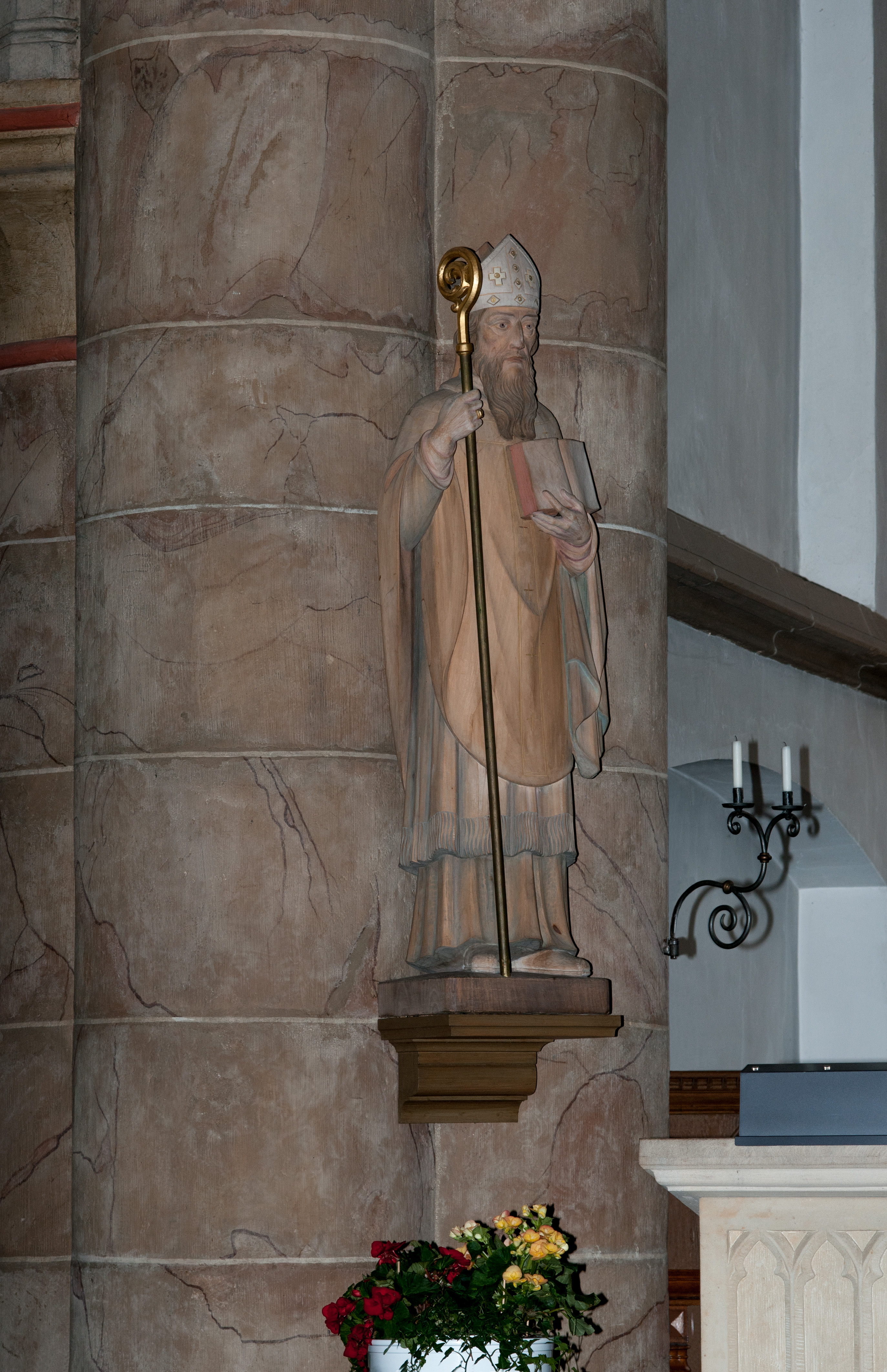
Statue des Heiligen Martinus
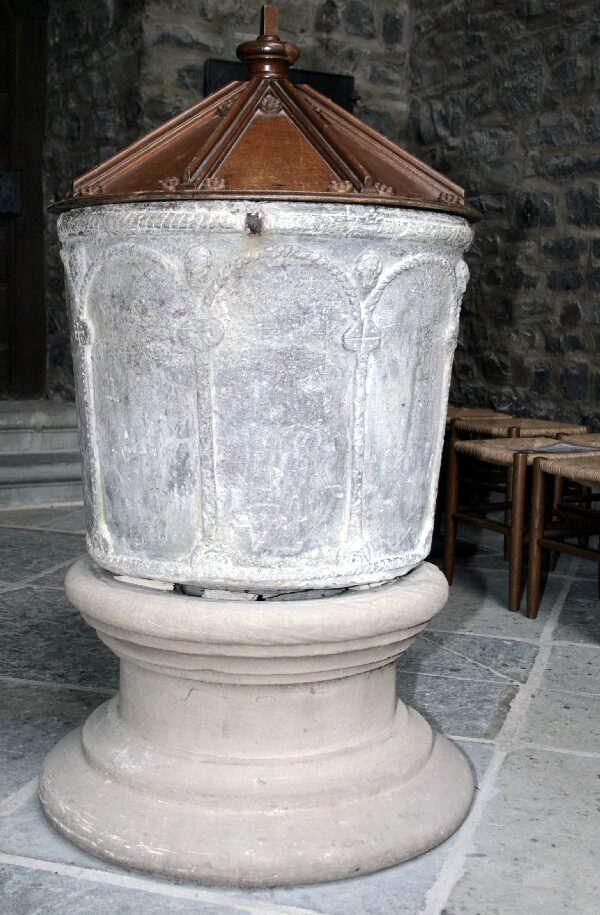
Taufbecken im Turm der Kirche Hellefeld

## Wappen
| Wappen der ehemaligen Gemeinde Hellefeld | Blasonierung: In Blau ein silberner Baum, darunter eine silberne Waage. Beschreibung: Die Farben gehen auf die früheren Landesherren, die Grafen von Arnsberg, zurück. Das Wappen sowie ein entsprechendes Siegel wurden seit Anfang des 20. Jahrhunderts ohne amtliche Genehmigung geführt. |

## Persönlichkeiten
- Hermann Ernst Plassmann SJ (1817–1864), römisch-katholischer Theologe, Jesuit und Thomist sowie Rektor des Campo Santo Teutonico
- Hugo Aufderbeck (1909–1981), römisch-katholischer Theologe, Bischof und Apostolischer Administrator im Bischöflichen Amt Erfurt-Meiningen